# 2-フェニルキノリン
2-フェニルキノリン（英: 2-Phenylquinoline）は、化学式C15H11Nで表される有機化合物の一種。ベンゼン環とピリジン環が一辺を共有して縮合したキノリンのうち、ピリジン環にフェニル基が結合した構造である。

## 用途
2-フェニルキノリンの誘導体には、抗痛風薬のシンコフェンなどがある。5位にアルキル基が置換したものは、有機発光デバイスの発光体原料となる。